# 이브 (비디오 게임)
《이브》(Ib, イヴ)는 kouri가 제작한 2012년 공포 어드벤처 게임이다. 플레이어는 주인공 이브의 시점에서 조종해 미지의 미술관에서 탈출하는 것이 목표이다. 마이크로소프트 윈도우 플랫폼으로 발매됐다.
《이브》는 제작자의 첫 번째 게임으로 RPG 만들기 2000를 통해 제작됐으며 개인 홈페이지를 통해 프리웨어로서 공개됐다. 2012년 2월 출시 이후 인터넷에서 인기를 끌어 일본을 포함한 전세계에서 인디 공포 어드벤처 게임에 영향을 끼친 작품이 됐다.
2022년, 플레이즘이 배급하고 RPG 만들기 MV를 사용한 리메이크가 윈도우로 발매됐다. 이후 2023년 3월 닌텐도 스위치로, 2024년 3월에 플레이스테이션 4 및 플레이스테이션 5 콘솔로 이식됐다.

## 게임플레이
부모님과 미술관을 방문한 소녀 이브가 미술관 속 갇힌 세계에서 탈출하기 위해 다양한 수수께끼를 해결하며 이야기를 진행시켜 나가는 탐색형 호러 게임이다. 엔딩은 총 7개 (v1.07 기준)로, 게임에서 행동으로 엔딩이 바뀐다.
벡터의 2012년 연간 종합 랭킹에서는 다운로드 수 3위이다. 제작자 kouri는 자신이 제시한 가이드 라인을 준수하는 것에 한하여 2차 창작 및 동영상 게시를 용인하고 있다. Jay Is Games에서는 비일상적인 공포감을 연출한 프리 호러 게임으로 소개하였다.

## 줄거리
이브라는 한 소녀가 그녀의 엄마와 아빠와 함께 Guertena Weiss 미술 박물관으로 가게 된다. 표를 사고 계신 부모님을 기다리는데 지친 이브는 부모님의 허락을 받아 혼자 이곳 저곳을 떠돌아다닌다.
박물관이 갑자기 정전이 된다. 그러다 이상한 그림을 보게 되고, 그 그림을 본뒤 이상한 일이 일어나게 된다.

### 등장인물
이브
9살 정도의 어린 소녀이며 게임에서 조종할 수 있는 주인공이다. 길고 곧은 갈색 머리에 적안을 가지고 있다.
게리
라벤더 색의 머리를 한 부드러운 말투의 청년으로, 정전된 미술관을 탈출하는 중 이브와 만나 함께 미술관을 탈출하게 된다. 게르테나 세계에 들어간 사람들 중 유일한 성인이다.
메리
긴 녹색 드레스를 입고, 긴 금발 머리에, 이브의 나이쯤 되보인다. 대충 행동하며 장난스럽고 활발한 소녀. 원래 메리는 게르테나의 그림이며 실존하지 않지만 액자를 탈출해 이브와 게리를 만나 미술관을 탈출하는 것을 방해하게 된다.
이브의 어머니
갈색 머리에 적안으로 이브와 매우 닮은 외모. 이브와 미술관에 간 시니리오와 대부분의 엔딩에서 출연. 게임 막바지에 이브가 원래 세계로 돌아가는 것을 막기 위해 게르테나 세계가 만들어낸 환각으로도 등장한다.
이브의 아버지
갈색 머리에 갈색 눈을 가지고 있으며, 주로 이브의 어머니와 같이 출연하지만 이브의 어머니보단 출연이 적은 편. 게르테나 세계에서 이브의 어머니와 초상화로 나온다.
붉은 옷의 여인
게르테나의 작품 중 하나. 상반신만이 그려져 있어 걷지 못하고 기어다니며, 이브와 게리가 가지고 있는 꽃에 집착한다. 이 작품의 약점이라면 스스로 문을 열지 못한다는 것이다.
파란 인형
작중 메리를 도와주며 이브와 게리가 도망가는 것을 방해하는 인형. 게리 혼자 행동하는 방에 처음으로 등장하며, 게리를 상당히 좋아하는 것으로 보인다.
무개성
게르테나의 작품. 이브 일행의 탈출을 방해하는 작품 중 하나이며, 머리가 달려 있지 않아서 앞을 보지 못한다. 그리고 작품의 이름이 '무개성'인 이유는 '얼굴이 없어서 개성이 없다'라는 해석이 있다.
게르테나
등장하는 작품들을 그려낸 장본인. 작중 모습을 드러내지 않았다. 죽은 것으로 추정되며, 살아생전 그렇게 유명하지 않은 마이너 화가인 것을 알 수 있다.

## 평가
2022년 발매된 《이브》 리메이크는 호평을 받았다. 리뷰 애그리게이터 웹사이트 메타크리틱에서 닌텐도 스위치판이 11건 평가에 기반해 82/100점을 기록해 "대체적으로 긍정적인 평가"를 받았다. 오픈크리틱에선 "강력"을 기록했으며 평가 89%가 추천했다.